# اكادير آيت علي (سوات)
اكادير آيت علي هو دُوَّار يقع بجماعة بوزمور، إقليم الصويرة، جهة مراكش آسفي في المملكة المغربية. ينتمي الدوّار لمشيخة سوات التي تضم 12 دوار. يقدر عدد سكانه بـ 101 نسمة حسب الإحصاء الرسمي للسكان والسكنى لسنة 2004.

## روابط خارجية
- البوابة الوطنية للجماعات الترابية
- المندوبية السامية للتخطيط